# Сезон перемог
«Сезон перемог» — спортивна кінокомедія про колишнього успішного спортсмена, якому доручили тренувати баскетбольну команду дівчат.

## Сюжет
Білл — типовий невдаха: колишня зірка баскетболу зараз працює в кафе, його кинула дружина й він не може знайти спільну мову з донькою-підлітком. Зловживання алкоголем посилює ситуацію. Йому випадає шанс покращити становище, ставши тренером баскетбольної команди для дівчат. Спочатку у Білла виникали труднощі з командою та мудра жінка-водій, яка згодом стала помічницею тренера, допомогла знайти спільну мову. Поступово команда від постійних програшів прийшла до серії перемог, отримавши шанс зіграти в фіналі. У останній грі сезону вони програють з мінімальним розривом.

## У ролях
| Актор            | Роль          |
| ---------------- | ------------- |
| Сем Роквелл      | Білл          |
| Емма Робертс     | Еббі Міллер   |
| Руні Мара        | Венді Веббер  |
| Роб Кордрі       | Террі         |
| Шаріка Еппс      | Ліза Робінсон |
| Емілі Ріос       | Кеті Рейс     |
| Меган Вітрі      | Тамра         |
| Мелані Гінкл     | Мінді         |
| Марго Мартіндейл | Донна         |
| Коннор Паоло     | Деймон        |
| Шана Даудсвелл   | Моллі         |
| Кейтлін Колфорд  | Тріш          |

## Створення фільму

### Виробництво
Зйомки фільму проходили в Нью-Йорку, США.

### Знімальна група
- Кінорежисер — Джим Страус
- Сценарист — Джим Страус
- Кінопродюсери — Кара Бейкер, Галт Нідергоффер, Даніела Таплін Лундберг, Джиа Волш
- Композитор — Едвард Ширмур
- Кінооператор — Франк ДеМарко
- Кіномонтаж — Джо Клотц
- Художник-постановник — Стівен Біатріс
- Артдиректор — Меттью Манн
- Художник-декоратор — Крістіна Касаньяс
- Художник з костюмів — Вікторія Фаррелл
- Підбір акторів — Керрі Барден, Пол Шні[1].

## Сприйняття
Фільм отримав змішані відгуки. На сайті Rotten Tomatoes оцінка стрічки становить 50 % на основі 22 відгуки від критиків (середня оцінка 5,1/10) і 54 % від глядачів із середньою оцінкою 3,3/5 (1 933 голоси). Фільму зарахований «гнилий помідор» від кінокритиків та «розсипаний попкорн» від глядачів, Internet Movie Database — 6,6/10 (5 303 голоси), Metacritic — 53/100 (8 відгуків від критиків).